# Эдмилсон
Жозе́ Эдми́лсон Го́мес Мора́ес, более известный как Эдмилсон (порт. José Edmílson Gomes Moraes; 10 июля 1976 года в Такуаритинге, штат Сан-Паулу) — бразильский футболист, защитник. Чемпион мира 2002 года в составе сборной Бразилии.

## Клубная карьера

### «Сан-Паулу» / «Лион»
Эдмилсон родился в Такуаритинге, в штате Сан-Паулу; игрок пришёл в клуб из одноимённого города в 1994 году, выиграл с командой титул штата Сан-Паулу в 1998 и 2000 годах и в 1994 году Кубок КОНМЕБОЛ и последующий кубок Рекопа Судамерикана.
Летом 2000 года подписал контракт с французским «Лионом», клуб выиграл в первом его сезоне Кубок лиги. В межсезонье 2001 года в «Лион» пришёл Жуниньо Пернамбукано и в центре поля образовалась плотная связка Эдмилсон-Жуниньо. Именно вместе с ними французский клуб выиграл три титула чемпиона Франции подряд (2001/02, 2002/03, 2003/04).

### «Барселона»
В начале июля 2004 года Эдмилсон подписал контракт с «Барселоной», за игрока клуб заплатил 10 миллионов евро. Дебютировал в Чемпионате Испании 19 сентября в гостевом матче против «Атлетико Мадрид», закончившемся со счётом 1:1, и в сезоне сыграл всего шесть матчей в лиге, а каталонцы выиграли национальный чемпионат. 3 октября во время домашнего матча против «Нумансия», после того как выйдя на замену вместо Самюэля Это’о, спустя пять минут ему самому потребовалась замена в связи с неприятной травмой.
Эдмилсон полностью восстановился от травмы перед сезоном 2005/2006, в котором игрок сыграет важную роль в команде Франка Райкарда, играя как в центре обороны, так и на позиции опорного полузащитника, и где клуб выиграл Лигу чемпионов УЕФА. И сыграл в первой половине финального матча с «Арсеналом».
После провального сезона 2007/2008, как для «Барселоны», так для и игрока, тридцатидвухлетний Эдмилсон покинул каталонский клуб, так как его контракт не был продлён.

### Поздние года
23 мая 2008 года Эдмилсон подписал однолетний контракт с испанским клубом «Вильярреал». Однако, после всего нескольких месяцев, проведенных в команде, игрок вернулся к себе на родину, присоединившись к «Палмейрасу» на два года и забил первый гол 29 января 2009 года в матче против «Реал Потоси» в Кубке Либертадорес, всего через восемь дней после подписания контракта.
31 января 2010 года игрок вернулся в Испанию, подписав пятимесячный контракт с борющимся за выживание клубом «Сарагоса» — в то время он уже был обладателем итальянского паспорта и не считался как иностранец. Он регулярно появлялся в составе в оставшихся матчах сезона. Арагонцы смогли закончить сезон далеко от зоны вылета, поэтому контракт Эдмилсона автоматически был продлен ещё на один год.
12 сентября 2010 года забил свой первый гол за «Сарагосу», который не помог выиграть команде 3:5 в матче против «Малаги». В июне 2011 года, после того, как Эдмилсон сыграл всего 12 игр перед тем, как клуб вылетел во второй дивизион, он вернулся в Бразилию и присоединился к клубу «Сеара».

## Статистика выступлений

### Клубная статистика
| Выступление      | Выступление      | Выступление      | Лига | Лига | Кубок | Кубок | Еврокубки | Еврокубки | Другие | Другие | Итого | Итого |
| Клуб             | Лига             | Сезон            | Игры | Голы | Игры  | Голы  | Игры      | Голы      | Игры   | Голы   | Игры  | Голы  |
| ---------------- | ---------------- | ---------------- | ---- | ---- | ----- | ----- | --------- | --------- | ------ | ------ | ----- | ----- |
| Олимпик Лион     | Лига 1           | 2000/01          | 24   | 0    | 0     | 0     | 11        | 0         | —      | —      | 35    | 0     |
| Олимпик Лион     | Лига 1           | 2001/02          | 18   | 0    | 0     | 0     | 8         | 0         | —      | —      | 26    | 0     |
| Олимпик Лион     | Лига 1           | 2002/03          | 26   | 0    | 0     | 0     | 7         | 0         | —      | —      | 33    | 0     |
| Олимпик Лион     | Лига 1           | 2003/04          | 36   | 2    | 0     | 0     | 9         | 0         | —      | —      | 45    | 2     |
| Олимпик Лион     | Итого            | Итого            | 104  | 2    | 0     | 0     | 35        | 0         | 0      | 0      | 139   | 2     |
| Барселона        | Ла Лига          | 2004/05          | 6    | 0    | 0     | 0     | 1         | 0         | —      | —      | 7     | 0     |
| Барселона        | Ла Лига          | 2005/06          | 28   | 0    | 2     | 0     | 9         | 0         | 2      | 0      | 41    | 0     |
| Барселона        | Ла Лига          | 2006/07          | 26   | 0    | 5     | 0     | 2         | 0         | 0      | 0      | 33    | 0     |
| Барселона        | Ла Лига          | 2007/08          | 11   | 0    | 3     | 0     | 1         | 0         | —      | —      | 15    | 0     |
| Барселона        | Итого            | Итого            | 71   | 0    | 10    | 0     | 13        | 0         | 2      | 0      | 96    | 0     |
| Вильярреал       | Ла Лига          | 2008/09          | 6    | 0    | 2     | 0     | 4         | 0         | —      | —      | 12    | 0     |
| Вильярреал       | Итого            | Итого            | 6    | 0    | 2     | 0     | 4         | 0         | 0      | 0      | 12    | 0     |
| Палмейрас        | Серия А          | 2009             | 22   | 0    | 0     | 0     | 6         | 2         | —      | —      | 28    | 2     |
| Палмейрас        | Итого            | Итого            | 22   | 0    | 0     | 0     | 6         | 2         | 0      | 0      | 28    | 2     |
| Сарагоса         | Ла Лига          | 2009/10          | 17   | 0    | 0     | 0     | —         | —         | —      | —      | 17    | 0     |
| Сарагоса         | Ла Лига          | 2010/11          | 12   | 1    | 2     | 0     | —         | —         | —      | —      | 14    | 1     |
| Сарагоса         | Итого            | Итого            | 29   | 1    | 3     | 0     | 0         | 0         | 0      | 0      | 32    | 1     |
| Сеара            | Серия А          | 2011             | 11   | 2    | 1     | 0     | —         | —         | —      | —      | 12    | 2     |
| Сеара            | Итого            | Итого            | 11   | 2    | 1     | 0     | 0         | 0         | 0      | 0      | 12    | 2     |
| Всего за карьеру | Всего за карьеру | Всего за карьеру | 243  | 5    | 16    | 0     | 58        | 2         | 2      | 0      | 319   | 7     |

## Достижения
Сан-Паулу
- Обладатель Кубка КОНМЕБОЛ: 1994
- Обладатель Рекопы Судамерика: 1994
- Обладатель Кубка обладателей Кубка КОНМЕБОЛ: 1996
- Чемпион штата Сан-Паулу (2): 1998, 2000
- Победитель Турнира Рио-Сан-Паулу: 2001

Лион
- Чемпион Франции (3): 2001/02, 2002/03, 2003/04
- Обладатель Кубка французской лиги: 2000/01
- Обладатель Суперкубка Франции (2): 2002, 2003

Барселона
- Чемпион Испании (2): 2004/05, 2005/06
- Победитель Лиги чемпионов: 2005/06
- Обладатель Суперкубка Испании: 2005

Сборная Бразилии
- Чемпион мира: 2002